# Egyptobuthus vaissadei
Genre
Espèce
Egyptobuthus vaissadei, unique représentant du genre Egyptobuthus, est une espèce de scorpions de la famille des Buthidae.

## Distribution
Cette espèce est endémique du Sinaï en Égypte.

## Description
Egyptobuthus vaissadei mesure 30 mm.

## Étymologie
Cette espèce est nommée en l'honneur d'Alain Vaissade.

## Publication originale
- Lourenço, 1999 : « New genus and new species of scorpion from Egypt, belonging to the family Buthidae Simon. » Revue Suisse de Zoologie, vol. 106, no 3, p. 591-598 (texte intégral).